# Florida Gators (basquetebol masculino)
O time de basquete masculino Florida Gators representa a Universidade da Flórida nas competições de basquete. Os Gators competem na Divisão I da NCAA, na Southeastern Conference (SEC). Os jogos em casa são disputados na quadra Billy Donovan, na Exactech Arena, no Stephen C. O'Connell Center, no campus de Gainesville da universidade.
Participou 24 vezes no torneio da NCAA, e foi campeão nacional da NCAA em 2006, 2007 e 2025.

## História
Em 2025, os Gators terminaram a temporada com um recorde de 36 vitórias e quatro derrotas, sendo campeões da SEC, e conquistaram seu terceiro campeonato nacional.

## Números aposentados
Os Gators aposentaram um número de camisa.
| Números aposentados do Florida Gators |           |         |           |
| No.                                   | Jogador   | Posição | Carreira  |
| 41                                    | Neal Walk | C       | 1967–1969 |